# Insel der Zombies
Insel der Zombies (Originaltitel: Porno Holocaust) ist ein mit pornographischen Elementen angereicherter, dem Horrorfilm zugehöriger Exploitationfilm des italienischen Regisseurs Joe D’Amato aus dem Jahr 1981. Das Drehbuch stammt von Hauptdarsteller George Eastman, der es unter dem Pseudonym Tom Salina verfasste.
D’Amato inszenierte sein Werk direkt im Anschluss an den Film In der Gewalt der Zombies (1980). Der Filmemacher nutzte sowohl den Drehort als auch das Schauspielerensemble des Vorgängerfilms; lediglich Darstellerin Laura Gemser fehlt.
Je nach Schnittfassung enthält die Produktion Hardcore-Sexszenen, an denen sich George Eastman allerdings nicht beteiligte. Der Film ist in Deutschland unter diversen Titeln erschienen, so als Zombie Porno Holocaust bzw. Orgasmo Nero II – Insel der Zombies.

## Handlung
1958 werden auf einer tropischen, scheinbar unbewohnten Insel in der Karibik Atomtests durchgeführt, deren Folgen zu jener Zeit nicht absehbar sind. Im Zuge dieser Experimente wird eine dreiköpfige Familie, die sich verbotenerweise auf dem Testgelände aufhält, einer erhöhten Intensität ionisierender Strahlung ausgesetzt. Der skandalöse Vorgang bleibt unbemerkt. Das verseuchte Areal wird später zum militärischen Sperrgebiet.
In der Gegenwart ereignen sich in der Nähe der besagten Insel mysteriöse Vorkommnisse. In den umliegenden Küstendörfern werden verstümmelte Leichen von Fischern angespült und monströse Krabben gesichtet. Die abergläubische Bevölkerung fürchtet den Zorn eines mordenden Ungetüms, woraufhin die Regierung in Paris eine Untersuchung einleitet. Marineleutnant Hardy erhält den Auftrag, eine Forschungsexpedition zu der entlegenen Insel zu geleiten. Dem achtköpfigen Expeditionsteam um Leutnant Hardy gehören Kernphysiker Prof. Lemuan nebst Assistentin, das Biologenehepaar Keller, die liebestolle Zoologin Dorcin de Saint Jacques und zwei Seeleute an.
Am tropischen Bestimmungsort angelangt, beginnen die Wissenschaftler sogleich mit der Ergründung der biologischen Mutationen. Am Abend werden einige Forscher von einem mysteriösen, stoischen Unbekannten angegriffen. Der debile Angreifer, ein kontaminierter Überlebender vergangener Kernwaffentests, tötet zunächst Professor Keller und nach einer Vergewaltigung auch dessen hypersexuelle Gattin Simone. Weitere Morde schließen sich an. Überdies wird die attraktive Annie vom Insulaner verschleppt. Jetzt bemerken Hardy und zwei Überlebende das Verschwinden der übrigen Reisegesellschaft und auch den Verlust des Schiffes.
Am nächsten Morgen findet das Trio ein kleines Beiboot, mit dem Reporter Benoît zeitlich versetzt die Insel erreichte. Nachdem sie vom sterbenden Journalisten über die unheimlichen Geschehnisse aufgeklärt werden, fallen weitere Personen dem Ungetüm zum Opfer. Am Ende gelingt es Offizier Hardy, den Mutanten tödlich zu verletzen. Die beiden verbliebenen Überlebenden, Hardy und dessen Geliebte Annie, verlassen letztlich die Insel.

## Hintergrund
D’Amato inszenierte sein Werk direkt im Anschluss an den Film „In der Gewalt der Zombies“ (1980). Der Filmemacher nutzte sowohl den Drehort als auch das Schauspielerensemble des Vorgängerfilms; lediglich Darstellerin Laura Gemser wird durch Quasi-Double Lucia Ramirez ersetzt.
Je nach Schnittfassung enthält die Produktion auch Hardcore-Sexszenen. Die gebräuchliche Schnittfassung in Deutschland sind 75 Minuten bei einer Originalfassung von 113 Minuten.
Der italienische Originaltitel „Porno Holocaust“ spielt auf den Filmtitel „Cannibal Holocaust“ von 1980 an, der eine ähnliche Thematik hatte.

## Kritiken
Das Lexikon des internationalen Films schrieb, das Werk sei ein „italienischer Billig-Horror“.